# Harlan Marbley
Harlan Marbley   (Montgomery, 11 d'octubre de 1943 - comtat de Prince George, 13 de maig de 2008) fou un boxejador estatunidenc que va competir durant la dècada de 1960.
El 1968 va prendre part en els Jocs Olímpics d'Estiu de Ciutat de Mèxic, on guanyà la medalla de bronze en la categoria del pes minimosca del programa de boxa. En semifinals va perdre contra el posterior campió olímpic Francisco Rodríguez. En aquests Jocs hi va arribar amb un rècord amateur de 189-5, una medalla de bronze del mes mosca als Jocs Panamericans de 1967 i el títol de campió de l'exèrcit.
Mai passà al professionalisme i la posterior vida va estar plena de desgràcies, amb l'assassinat de la seva dona el 1979 i d'un fill el 1988.